# 練馬区立中里郷土の森緑地
練馬区立中里郷土の森緑地（ねりまくりつなかざときょうどのもりりょくち）は、東京都練馬区大泉町一丁目にある都市公園法に基づく練馬区立の都市公園で、武蔵野の面影を残す屋敷林を活かした公園である。緑と生き物に触れ合うことができる体験を通じて、緑の豊かさを実感することが出来る場を提供して、緑の保全と創出の意識の向上を図ることを目的としている。

## 概要
中里郷土の森は目的を達成するため、自然観察などの自然体験できる講座の開催や、緑と生き物の育成と調査および展示と、緑と生き物に関する資料の収集や保管および展示などを行う。それに必要な施設として、森の学習棟、樹林地、池および小川、ビオトープ池、園路および広場などを備えている。
中里郷土の森の敷地は、周辺の宅地化が進行する中で貴重な武蔵野の面影を残す屋敷林であり、100年以上も前に存在した屋敷の跡地である。こうした練馬の貴重な緑を保全し活かするため、区画整理の時に公園として残し活用することとした。そして、専門的な知識をもつ自然解説員が常駐することで、練馬の自然や生きものについて学べる体験型の学習拠点ととらえている。
施設では開園当初からホタルを育成しており、練馬にホタルが飛び交っていた頃の原風景を再現するために、敷地内の井戸を利用して井戸水を汲み上げ小川と池を整備して、毎年、ホタルの観察会を開催して約4週間（金〜日曜12日間）の開催期間で申込者が4,000人を上回る人気イベントとなっている。
自然体験プログラム
多彩な自然体験プログラムが提供できる、園内と周辺の緑地や川で定期的な自然調査と、学校や地域と連携した授業とイベントを開催している。園内では30種類を超える野鳥や約300種類の昆虫類が確認されており、見て、触って、聞いてなど、五感を使って身近な自然を体験できる公園を目指している。自然解説員は、虫、魚、鳥、植物など得意な分野を持っており、自然との触れ合い方を指導してもらうことができる。虫捕り網や双眼鏡などの貸し出しも整っており手ぶらで訪問することができる。体験型のイベントは、昆虫、植物、野鳥など毎回異なるテーマで開催する、毎月10日～20日に翌月分のイベント申込を行い、抽選後25日までに当選連絡を行う。
周辺緑地へ解説員とおでかけ「おでかけ自然体験」 - 月に一度、周辺の緑地で自然観察する、土曜日開催で小学生以上対象。
- 6月17日 - 生きものさがしな梅雨さんぽ[4]
- 7月15日 - 親子で夜の生きもの観察ツアー[4]
- 8月19日 - 光が丘公園で虫捕り体験！[4]
- 9月16日 - ナイト・アドベンチャー[4]
- 10月9日 - 親子で白子川大調査！[4]
- 11月18日 - 秋の色をたのしもう！[4]
- 12月16日 - 冬の森アドベンチャー！[4]

園内の旬な自然を体感 - 日曜日午後1時30分〜同2時30分
- 6月4日 - カエルのひみつに迫る![4]
- 6月11日 - 原っぱのお手入れ体験![4]
- 6月18日 - 葉っぱのたたき染めハンカチ[4]
- 6月25日 - 五感で探せ！クイズラリー[4]
- 7月2日 - 昆虫標本をつくろう![4]
- 7月9日 - 夏の虫！あおぞらおはなし会[4]
- 7月16日 - 「木」からの挑戦状！謎解きチャレンジ[4]
- 7月23日 - 昆虫たちとにらめっこ![4]
- 7月30日 - 夏の野草で生け花体験[4]
- 8月6日 - ちびっ子むしむしさがし隊！[4]
- 8月13日 - 昆虫しらべマスターへの道[4]
- 8月20日 - セミの抜け殻を観察しよう！[4]
- 8月27日 - チョウのはねでしおり作り！[4]
- 9月3日 - ミヤマ仮面のおもしろ昆虫ショー[4]
- 9月10日 - 土掘り虫さがし[4]
- 9月17日 - 茎ずもう大会[4]
- 9月24日 - 生きもの沢山の原っぱづくり[4]
- 10月1日 - 自然のアクセサリーづくり[4]
- 10月8日 - 秋バッタ博士になろう！[4]
- 10月15日 - つる取り競争[4]
- 10月22日 - 葉っぱ探偵になろう！[4]
- 10月29日 - どんぐりでコマ作り！[4]
- 11月5日 - 野鳥の巣箱づくり[4]
- 11月12日 - いろんなクモをさがせ！[4]
- 11月19日 - 水中のプランクトンさがし[4]
- 11月26日 - いろいろな植物でフォトフレーム作り！[4]
- 12月3日 - 根っこを発掘しよう！[4]
- 12月10日 - はじめての野鳥観察[4]
- 12月17日 - クリスマスかざりを作ろう！[4]
- 12月24日 - カラフル葉脈標本作り！[4]

ホタルの観察会
ヘイケボタルの観察 - 毎年6〜7月頃開催予定で事前予約制、屋外の池や小川でホタルの光を観察することができる。街灯を遮光し、暗闇となった園内で光るホタルをじっくりと観察することができる。
ホタルの特設展示 - 観察会の夜だけの特別展示で、ホタルの生態がわかる展示に加え、練馬のヘイケボタルの歴史にフォーカスし、なぜホタルが練馬から消えてしまったのか、人とはどんな関わりがあったのか、新たな視点からホタルを深く楽しめる。 予約は抽選制で、同居家族に限り複数名での応募が可能。
定期的な自然調査
情報提供の充実や適正な緑地の管理のために、スタッフや区民参加型による自然調査を定期的に行っている。園内の調査は週に１回、周辺緑地の調査は月に１回、白子川・石神井川の調査は年に１回の頻度で行っている。開設以来において、植物に詳しい自然解説員が、東京23区内では絶滅扱いになっているゴマギ（胡麻木）を園内で発見した。また、白子川の調査では、国内外来種のカワヨシノボリを、調査に参加した子どもが１匹発見し採取した。
- 中里周辺の自然 - 野鳥、昆虫類、両生類、淡水魚、植物など、中里郷土の森とその周辺緑地では、対象地域を踏査して目視または鳴き声で確認できた生物を記録する[6]。白子川と石神井川の河川調査では、その他にタモ網とカゴ網で採取したものも含める[6]。
  - 練馬区立中里郷土の森（毎週1回）[6]
  - 大泉町もみじやま公園 - 区立大泉第一小学校、コンビニ（毎月1回）[6]
  - 八坂神社 - 中里の富士塚（毎月1回）[6]
  - 清水山の森 - 稲荷山図書館、コンビニ（毎月1回）[6]
  - 稲荷山憩いの森（毎月1回）[6]
  - 土支八幡宮（毎月1回）[6]
  - 越後山の森緑地 - 八坂小学校、中里幼稚園（毎月1回）[6]
  - 白子川 - 万年橋〜越後山橋（毎年1回）[6]

モニタリング調査結果
- 令和4年度モニタリング調査結果[7]
- 令和3年度モニタリング調査結果[8]

## 利用情報
- 休園日 - 毎週火曜日（祝日の場合はその後の祝休日でない日）、年末年始12月29日〜同月31日、1月1日〜同月3日[3]
- 開園時間 - 3月〜9月-午前9時〜午後5時、10月〜2月-午前9時〜午後4時30分[3]
- 入園料 - 無料（イベント等では参加費必要）[3]

## 交通案内
鉄道
- 西武池袋線 - 「大泉学園駅」北口より路線バス利用[3]
- 都営大江戸線 - 「光が丘駅」より路線バス利用[3]

路線バス
- 西武バス - 大泉学園駅 北口 泉39和光市駅南口行乗車より約15分「北大泉」停留所下車 徒歩約5分[3]
- みどりバス - 光が丘駅 保谷駅南口行乗車より約15分「大泉町一丁目」停留所下車 徒歩約3分[3]

自動車
- 一般駐車場無し（身障者用1台のみ、使用には事前連絡必要）、近隣のコインパーキング利用[3]

自転車
- 園内駐輪場有り[3]

## 参考資料
- 『練馬区立中里郷土の森緑地条例 平成28年6月20日 条例第43号』練馬区立都市公園条例、平成29年3月25日施行、平成28年6月20日、2023年6月26日閲覧
- 『ねりまのエコ暮らし帳』「エコまちねりま 練馬区立中里郷土の森緑地」練馬区地球温暖化対策地域協議会、2022年10月17日、2023年6月26日閲覧